# Internet (公司)
Internet股份有限公司（株式会社インターネット）是總部位于日本大阪的一家日本软件公司。其著名产品有以VOCALOID为基础的GACKPOID、Megpoid、Lily等。

## 名字由來
由於現時是通訊科技時代，互联网（Internet）在將來會變得愈來愈重要，於是以INTERNET作為公司的名字。

## 外部連結
- （日語）INTERNET公司 官方網站 （页面存档备份，存于）

- 域名的「ssw」取自「唱作人（Singer-songwriter）」的簡寫。